# Saurona
Saurona — рід денних метеликів родини сонцевиків (Nymphalidae). Запропонований у 2023 році. Містить два види.

## Назва
Рід Saurona названа на честь вигаданого Саурона, лиходія з «Володаря кілець» Дж. Р. Р. Толкіна.  Так метеликів назвали тому, що чорні кільця на їхніх помаранчевих крилах нагадують всевидяче око Саурона, описане в романах Толкіна.

## Поширення
Рід поширений у Неотропіках.

## Види
- Saurona aurigera (Weymer, 1911)
- Saurina triangula (Aurivillius, 1929)